# 12-gatsu no Kangaroo
„12-gatsu no Kangaroo” (jap. 12月のカンガルー 12-gatsu no Kangarū) – szesnasty singel japońskiego zespołu SKE48, wydany w Japonii 10 grudnia 2014 roku przez avex trax.
Singel został wydany w dziewięciu edycjach: czterech regularnych i czterech limitowanych (Type A, Type B, Type C, Type D) oraz „teatralnej” (CD). Osiągnął 1 pozycję w rankingu Oricon i pozostał na liście przez 24 tygodnie, sprzedał się w nakładzie 452 543 egzemplarzy. Singel zdobył status podwójnej platynowej płyty.

## Lista utworów
Wszystkie utwory zostały napisane przez Yasushiego Akimoto.

### Type A
| CD  | | | |      |
| Nr  | Tytuł | Kompozycja | Aranżacja | Czas |
| 1.  | „12-gatsu no Kangaroo” (jap. 12月のカンガルー) | Daisuke Toyama | Ikuta Machine | 4:08 |
| 2.  | „Kesenai honō” (jap. 消せない炎) (wyk. Team S) | FURUTA, Lilcom | Lilcom | 5:12 |
| 3.  | „I love AICHI” (wyk. Aichi Toyota Senbatsu) | Shinji Tamura | Yūsuke Itagaki | 4:57 |
| 4.  | „12-gatsu no Kangaroo” (jap. 12月のカンガルー) (off vocal) | Daisuke Toyama | Ikuta Machine | 4:08 |
| 5.  | „Kesenai honō” (jap. 消せない炎) (off vocal) | FURUTA, Lilcom | Lilcom | 5:12 |
| 6.  | „I love AICHI” (off vocal) | Shinji Tamura | Yūsuke Itagaki | 4:57 |
| DVD | | | |      |
| Nr  | Tytuł | Tytuł | Tytuł | Czas |
| 1.  | „12-gatsu no Kangaroo” (jap. 12月のカンガルー) (Music Video) | „12-gatsu no Kangaroo” (jap. 12月のカンガルー) (Music Video) | „12-gatsu no Kangaroo” (jap. 12月のカンガルー) (Music Video) |      |
| 2.  | „Kesenai honō” (jap. 消せない炎) (Music Video) | „Kesenai honō” (jap. 消せない炎) (Music Video) | „Kesenai honō” (jap. 消せない炎) (Music Video) |      |
| 3.  | „Tokuten eizō „SKE48 shūshin meiyo kenkyūsei/AKB48 Group kenkyūsei-kai kaichō Matsumura Kaori ~Matsumura Kaori-teki Idol no aishi-kata~” documentary movie” (jap. 特典映像「SKE48終身名誉研究生 / AKB48グループ研究生会会長 松村香織〜松村香織的アイドルの愛し方〜」documentary movie) | „Tokuten eizō „SKE48 shūshin meiyo kenkyūsei/AKB48 Group kenkyūsei-kai kaichō Matsumura Kaori ~Matsumura Kaori-teki Idol no aishi-kata~” documentary movie” (jap. 特典映像「SKE48終身名誉研究生 / AKB48グループ研究生会会長 松村香織〜松村香織的アイドルの愛し方〜」documentary movie) | „Tokuten eizō „SKE48 shūshin meiyo kenkyūsei/AKB48 Group kenkyūsei-kai kaichō Matsumura Kaori ~Matsumura Kaori-teki Idol no aishi-kata~” documentary movie” (jap. 特典映像「SKE48終身名誉研究生 / AKB48グループ研究生会会長 松村香織〜松村香織的アイドルの愛し方〜」documentary movie) |      |

### Type B
| CD  | | | |      |
| Nr  | Tytuł | Kompozycja | Aranżacja | Czas |
| 1.  | „12-gatsu no Kangaroo” (jap. 12月のカンガルー) | Daisuke Toyama | Ikuta Machine | 4:08 |
| 2.  | „DA DA Machine Gun” (jap. DA DA マシンガン) (wyk. Team KII) | Satoshi Watanabe | Satoshi Watanabe | 4:06 |
| 3.  | „I love AICHI” (wyk. Aichi Toyota Senbatsu) | Shinji Tamura | Yūsuke Itagaki | 4:57 |
| 4.  | „12-gatsu no Kangaroo” (jap. 12月のカンガルー) (off vocal) | Daisuke Toyama | Ikuta Machine | 4:08 |
| 5.  | „DA DA Machine Gun” (jap. DA DA マシンガン) (off vocal) | Satoshi Watanabe | Satoshi Watanabe | 4:06 |
| 6.  | „I love AICHI” (off vocal) | Shinji Tamura | Yūsuke Itagaki | 4:57 |
| DVD | | | |      |
| Nr  | Tytuł | Tytuł | Tytuł | Czas |
| 1.  | „12-gatsu no Kangaroo” (jap. 12月のカンガルー) (Music Video) | „12-gatsu no Kangaroo” (jap. 12月のカンガルー) (Music Video) | „12-gatsu no Kangaroo” (jap. 12月のカンガルー) (Music Video) |      |
| 2.  | „DA DA Machine Gun” (jap. DA DA マシンガン) (Music Video) | „DA DA Machine Gun” (jap. DA DA マシンガン) (Music Video) | „DA DA Machine Gun” (jap. DA DA マシンガン) (Music Video) |      |
| 3.  | „Tokuten eizō „Gekijō Debut 6-shūnen tokubetsu kōen (2014.10.05) -Zenpen-” live movie” (jap. 特典映像「劇場デビュー6周年特別公演（2014.10.05）-前編-」live movie) | „Tokuten eizō „Gekijō Debut 6-shūnen tokubetsu kōen (2014.10.05) -Zenpen-” live movie” (jap. 特典映像「劇場デビュー6周年特別公演（2014.10.05）-前編-」live movie) | „Tokuten eizō „Gekijō Debut 6-shūnen tokubetsu kōen (2014.10.05) -Zenpen-” live movie” (jap. 特典映像「劇場デビュー6周年特別公演（2014.10.05）-前編-」live movie) |      |

### Type C
| CD  | | | |      |
| Nr  | Tytuł | Kompozycja | Aranżacja | Czas |
| 1.  | „12-gatsu no Kangaroo” (jap. 12月のカンガルー) | Daisuke Toyama | Ikuta Machine | 4:08 |
| 2.  | „Seishun Curry Rice” (jap. 青春カレーライス) (wyk. Team E) | Yoshiyasu Ōgami | Yūichi "Masa" Nonaka | 3:51 |
| 3.  | „I love AICHI” (wyk. Aichi Toyota Senbatsu) | Shinji Tamura | Yūsuke Itagaki | 4:57 |
| 4.  | „12-gatsu no Kangaroo” (jap. 12月のカンガルー) (off vocal) | Daisuke Toyama | Ikuta Machine | 4:08 |
| 5.  | „Seishun Curry Rice” (jap. 青春カレーライス) (off vocal) | Yoshiyasu Ōgami | Yūichi "Masa" Nonaka | 3:51 |
| 6.  | „I love AICHI” (off vocal) | Shinji Tamura | Yūsuke Itagaki | 4:57 |
| DVD | | | |      |
| Nr  | Tytuł | Tytuł | Tytuł | Czas |
| 1.  | „12-gatsu no Kangaroo” (jap. 12月のカンガルー) (Music Video) | „12-gatsu no Kangaroo” (jap. 12月のカンガルー) (Music Video) | „12-gatsu no Kangaroo” (jap. 12月のカンガルー) (Music Video) |      |
| 2.  | „Seishun Curry Rice” (jap. 青春カレーライス) (Music Video) | „Seishun Curry Rice” (jap. 青春カレーライス) (Music Video) | „Seishun Curry Rice” (jap. 青春カレーライス) (Music Video) |      |
| 3.  | „Tokuten eizō „Gekijō Debut 6-shūnen tokubetsu kōen (2014.10.05) -Chūhen-” live movie” (jap. 特典映像「劇場デビュー6周年特別公演（2014.10.05）-中編-」live movie) | „Tokuten eizō „Gekijō Debut 6-shūnen tokubetsu kōen (2014.10.05) -Chūhen-” live movie” (jap. 特典映像「劇場デビュー6周年特別公演（2014.10.05）-中編-」live movie) | „Tokuten eizō „Gekijō Debut 6-shūnen tokubetsu kōen (2014.10.05) -Chūhen-” live movie” (jap. 特典映像「劇場デビュー6周年特別公演（2014.10.05）-中編-」live movie) |      |

### Type D
| CD  | | | |      |
| Nr  | Tytuł | Kompozycja | Aranżacja | Czas |
| 1.  | „12-gatsu no Kangaroo” (jap. 12月のカンガルー) | Daisuke Toyama | Ikuta Machine | 4:08 |
| 2.  | „Ai no Rule” (jap. 愛のルール) (wyk. Four Cards) | Kōji Ueda | Yūichi "Masa" Nonaka | 3:39 |
| 3.  | „I love AICHI” (wyk. Aichi Toyota Senbatsu) | Shinji Tamura | Yūsuke Itagaki | 4:57 |
| 4.  | „12-gatsu no Kangaroo” (jap. 12月のカンガルー) (off vocal) | Daisuke Toyama | Ikuta Machine | 4:08 |
| 5.  | „Ai no Rule” (jap. 愛のルール) (off vocal) | Kōji Ueda | Yūichi "Masa" Nonaka | 3:39 |
| 6.  | „I love AICHI” (off vocal) | Shinji Tamura | Yūsuke Itagaki | 4:57 |
| DVD | | | |      |
| Nr  | Tytuł | Tytuł | Tytuł | Czas |
| 1.  | „12-gatsu no Kangaroo” (jap. 12月のカンガルー) (Music Video) | „12-gatsu no Kangaroo” (jap. 12月のカンガルー) (Music Video) | „12-gatsu no Kangaroo” (jap. 12月のカンガルー) (Music Video) |      |
| 2.  | „Ai no Rule” (jap. 愛のルール) (Music Video) | „Ai no Rule” (jap. 愛のルール) (Music Video) | „Ai no Rule” (jap. 愛のルール) (Music Video) |      |
| 3.  | „Tokuten eizō „Gekijō Debut 6-shūnen tokubetsu kōen (2014.10.05) -Kōhen-” live movie” (jap. 特典映像「劇場デビュー6周年特別公演（2014.10.05）-後編-」live movie) | „Tokuten eizō „Gekijō Debut 6-shūnen tokubetsu kōen (2014.10.05) -Kōhen-” live movie” (jap. 特典映像「劇場デビュー6周年特別公演（2014.10.05）-後編-」live movie) | „Tokuten eizō „Gekijō Debut 6-shūnen tokubetsu kōen (2014.10.05) -Kōhen-” live movie” (jap. 特典映像「劇場デビュー6周年特別公演（2014.10.05）-後編-」live movie) |      |

### Wer. teatralna
| CD |                                                            |                |                |      |
| Nr | Tytuł                                                      | Kompozycja     | Aranżacja      | Czas |
| 1. | „12-gatsu no Kangaroo” (jap. 12月のカンガルー)             | Daisuke Toyama | Ikuta Machine  | 4:08 |
| 2. | „I love AICHI” (wyk. Aichi Toyota Senbatsu)                | Shinji Tamura  | Yūsuke Itagaki | 4:57 |
| 3. | „SKE48 16th single medley”                                 |                |                |      |
| 4. | „12-gatsu no Kangaroo” (jap. 12月のカンガルー) (off vocal) | Daisuke Toyama | Ikuta Machine  | 4:08 |
| 5. | „I love AICHI” (off vocal)                                 | Shinji Tamura  | Yūsuke Itagaki | 4:57 |

## Skład zespołu
| „12-gatsu no Kangaroo” |
| --- |
| - SKE48 Team S: Rion Azuma, Masana Ōya, Ryōha Kitagawa (środek), Haruka Futamura, Ami Miyamae (środek), Suzuran Yamauchi - SKE48 Team S / AKB48 Team K: Jurina Matsui - SKE48 Team S / NMB48 Team BII: Miyuki Watanabe - SKE48 Team S / SNH48 Team SII: Sae Miyazawa - SKE48 Team KII: Mina Ōba, Sarina Soda, Airi Furukawa - SKE48 Team KII / AKB48 Team A: Nao Furuhata - SKE48 Team KII / NMB48 Team M: Nana Yamada - SKE48 Team KII / NMB48 Team BII: Akane Takayanagi - SKE48 Team E: Tsugumi Iwanaga, Sumire Satō, Aya Shibata, Akari Suda, Marika Tani - SKE48 Team E / HKT48 Team KIV: Kanon Kimoto - SKE48 Team E / Nogizaka46: Rena Matsui |

| „Kesenai honō” |
| --- |
| - SKE48 Team S: Rion Azuma, Asana Inuzuka, Masana Ōya, Ryōha Kitagawa, Risako Gotō, Mieko Satō, Mai Takeuchi, Rika Tsuzuki, Yūka Nakanishi, Yume Noguchi, Haruka Futamura, Chikako Matsumoto, Ami Miyamae, Miki Yakata, Suzuran Yamauchi - SKE48 Team S / AKB48 Team K: Jurina Matsui (środek) - SKE48 Team S / NMB48 Team BII: Miyuki Watanabe - SKE48 Team S / HKT48 Team H: Natsumi Tanaka - SKE48 Team S / SNH48 Team SII: Sae Miyazawa |

| „I love AICHI” |
| --- |
| - SKE48 Team S: Rion Azuma, Ryōha Kitagawa - SKE48 Team S / AKB48 Team K: Jurina Matsui - SKE48 Team S / SNH48 Team SII: Sae Miyazawa - SKE48 Team KII / AKB48 Team A: Nao Furuhata - SKE48 Team KII / NMB48 Team BII: Akane Takayanagi - SKE48 Team E: Sumire Satō, Aya Shibata, Akari Suda, Marika Tani - SKE48 Team E / HKT48 Team KIV: Kanon Kimoto - SKE48 Team E / Nogizaka46: Rena Matsui |

| „DA DA Machine Gun” |
| --- |
| - SKE48 Team KII: Riho Abiru, Yuki Arai, Anna Ishida, Mikoto Uchiyama, Egō Yūna, Mina Ōba, Ruka Kitano, Saki Godō, Sarina Sōda, Yumana Takagi, Natsuki Takatsuka, Yuzuki Hidaka, Airi Furukawa, Yukari Yamashita, Mizuho Yamada - SKE48 Team KII / AKB48 Team A: Nao Furuhata (środek) - SKE48 Team KII / NMB48 Team M: Nana Yamada - SKE48 Team KII / NMB48 Team BII: Akane Takayanagi (środek) |

| „Seishun Curry Rice” |
| --- |
| (Center: Matsui Rena) - SKE48 Team E: Kyoka Isohara, Narumi Ichino, Tsugumi Iwanaga, Madoka Umemoto, Rumi Katō, Kumazaki Haruka, Kumiko Koishi, Ami Kobayashi, Makiko Saitō, Mei Sakai, Sumire Satō, Aya Shibata, Akari Suda, Sana Takatera, Marika Tani, Nao Fukushi - SKE48 Team E / HKT48 Team KIV: Kanon Kimoto - SKE48 Team E / Nogizaka46: Rena Matsui (środek) |

| „Ai no Rule” |
| --- |
| - SKE48 Team KII: Mina Ōba, Airi Furukawa (środek) - SKE48 Team KII / NMB48 Team BII: Akane Takayanagi (środek) - SKE48 Team E: Sumire Satō |

## Notowania
| Lista                             | Pozycja |
| --------------------------------- | ------- |
| Oricon Weekly Singles Chart       | 1       |
| Oricon Yearly Singles Chart       | 16      |
| Billboard Japan Hot 100           | 2       |
| Billboard Japan Hot Singles Sales | 1       |